# Bab el-Semarine
La Bab el-Semarine («Porta dels Ferrers») és la porta que separa el barri de Fes el-Jedid i el mellah a Fes, al Marroc.
Sota aquesta monumental entrada, s'hi desplega un mercat de menjar situat on hi havia hagut els antics graners benimerins.
És la porta d'entrada al mercat del Carrer Gran (Grande Rue) de Fes el-Jedid, que desemboca a la Bab Dekaken. Aquest carrer és una successió de botigues que proposen una gran varietat de mercaderies. Dues mesquites vetllen sobre aquest barri: la mesquita el-Hamra («la Vermella»), que data del segle xiv i la mesquita el-Beida («la Blanca»).